# Origin (デジタル配信プラットフォーム)
Origin（オリジン）は、エレクトロニック・アーツにより開発・運営されているダウンロード販売、デジタル著作権管理、マルチプレイヤーゲームのサポートおよびソーシャル・ネットワーキングを目的としたPCゲームとモバイルゲームのためのプラットフォーム。かつてはEA ダウンロードマネージャーという名称だった。
Originの主要な競合サービスはValveが運営するSteamであり、ゲームの自動アップデートや実績、セーブデータのクラウドストレージへの保存といった機能や、フレンドとのチャットやFacebook、Xbox Live、PlayStation Networkおよびニンテンドーネットワークとの統合、Twitchとの連携によるゲームプレイの配信といったソーシャル機能を備えている。
Windows版のOriginは2022年10月から段階的に廃止され、新しい配信プラットフォームであるEA appへの切り替えが開始された。

## 特徴

### Originストア
Originストアは、Originが提供する公式のゲーム販売ストアであり、購入したタイトルはゲームディスクや、シリアルキーがない代わりにOriginアカウントに直接紐付けされ、Originクライアントから即時のゲームのダウンロードやプレイが可能になる。一度有効化されたゲームは永久に利用可能で、ダウンロード回数に制限はない。また、小売店で販売されるパッケージ版やその他のデジタル販売サイトで取得できるOriginキーを入力することで、そのゲームをOriginで有効化することができる。

### Originクライアント
Originクライアントは、Originで提供されるゲームのダウンロードやプレイに必要となるアプリケーションで、自動更新機能を備えている。また、クライアントはフレンドとのチャットやグループチャット、ボイスチャットをサポートしている。

### Originモバイル
Originはまた、エレクトロニック・アーツが提供するモバイルゲームと統合されており、ゲームの実績を異なるプラットフォーム間で同期させることが可能となっている。